# Angersdorf
Angersdorf – dzielnica gminy Teutschenthal w Niemczech, w kraju związkowym Saksonia-Anhalt, w powiecie Saale.
Do 30 czerwca 2007 gmina należała do powiatu Saal. Do 31 sierpnia 2010 Angersdorf był samodzielną gminą, wchodzącą w skład wspólnoty administracyjnej Würde/Salza.

## Geografia
Dzielnica położona jest po zachodniej stronie miasta Halle (Saale).